# روبن أتكن داونز
روبن أتكن داونز (بالإنجليزية: Robin Atkin Downes)‏ هو ممثل بريطاني، ولد في 25 أكتوبر 1963 بلندن في المملكة المتحدة.

## أعمال

### أفلام
- (2008) قابل الإسبارطيين[5]
- (2012) بروميثيوس[6][7][8]
- (2012) سفينة حربية
- (2013) صائدي الساحرة[9]
- (2015) سان أندرياس[10][11][12]
- (2016) الفرقة الانتحارية[13][14]
- (2016)  فجر العدالة[15][16][17][18]
- (2016)  قصة من حرب النجوم[19]

## وصلات خارجية
- روبن أتكن داونز على موقع IMDb (الإنجليزية)
- روبن أتكن داونز على موقع ميتاكريتيك (الإنجليزية)
- روبن أتكن داونز على موقع روتن توميتوز (الإنجليزية)
- روبن أتكن داونز على موقع قاعدة بيانات الأفلام العربية
- روبن أتكن داونز على موقع ألو سيني (الفرنسية)
- روبن أتكن داونز على موقع أول موفي (الإنجليزية)
- روبن أتكن داونز على موقع قاعدة بيانات الفيلم (الإنجليزية)
- روبن أتكن داونز على موقع ليتربوكسد (الإنجليزية)
- روبن أتكن داونز على موقع كينوبويسك (الروسية)
- روبن أتكن داونز على موقع ANN person (الإنجليزية)